# Gorica pri Šmartnem
Goríca pri Šmártnem je naselje ob zahodnem delu Celja ob meji z občino Žalec.

## Prebivalstvo
Etnična sestava 1991:
- Slovenci: 427 (93,2 %)
- Hrvati: 14 (3,1 %)
- Jugoslovani: 2
- Neznano: 15 (3,3 %)